# Jasen, Ilirska Bistrica
Jasen este o localitate din comuna Ilirska Bistrica, Slovenia, cu o populație de 259 de locuitori.